# Olympische Sommerspiele 1896/Schwimmen

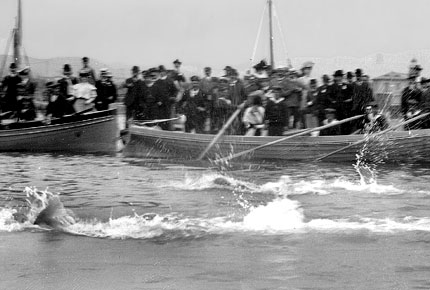
Olympische Schwimmwettbewerbe 1896

Bei den I. Olympischen Spielen 1896 in Athen wurden vier Schwimmwettbewerbe ausgetragen.

## Bilanz

### Medaillenspiegel
| Platz  | Land         | Silber | Bronze | Dritter | Gesamt |
| ------ | ------------ | ------ | ------ | ------- | ------ |
| 1      | Ungarn       | 2      | —      | —       | 2      |
| 2      | Griechenland | 1      | 3      | 2       | 6      |
| 3      | Österreich   | 1      | 1      | —       | 2      |
| Gesamt | Gesamt       | 4      | 4      | 2       | 11     |

### Medaillengewinner
| Disziplin               | Silber            | Bronze            | Dritter             |
| ----------------------- | ----------------- | ----------------- | ------------------- |
| 100 m Freistil          | Alfréd Hajós      | Otto Herschmann   | unbekannt           |
| 500 m Freistil          | Paul Neumann      | Antonios Pepanos  | Efstathios Chorafas |
| 1200 m Freistil         | Alfréd Hajós      | Ioannis Andreou   |                     |
| 100 m Matrosenschwimmen | Ioannis Malokinis | Spyridon Chazapis | Dimitrios Drivas    |

## Ergebnisse

### 100 m Freistil
| Platz | Land | Athlet               | Zeit       |
| ----- | ---- | -------------------- | ---------- |
| 1     | HUN  | Alfréd Hajós         | 1:22,2 min |
| 2     | AUT  | Otto Herschmann      | 1:23,0 min |
| -     | GRE  | Efstathios Chorafas  | k. A.      |
| -     | GRE  | Georgios Anninos     | k. A.      |
| -     | GRE  | Alexandros Chrysafos | k. A.      |
| -     | USA  | Gardner Williams     | k. A.      |

### 500 m Freistil
| Platz | Land | Athlet              | Zeit        |
| ----- | ---- | ------------------- | ----------- |
| 1     | AUT  | Paul Neumann        | 8:12,6 min  |
| 2     | GRE  | Antonios Pepanos    | 30 m zurück |
| 3     | GRE  | Efstathios Chorafas | k. A.       |

### 1200 m Freistil
| Platz | Land | Athlet              | Zeit        |
| ----- | ---- | ------------------- | ----------- |
| 1     | HUN  | Alfréd Hajós        | 18:22,2 min |
| 2     | GRE  | Joannis Andreou     | 21:03,4 min |
|       | GRE  | Efstathios Chorafas | k. A.       |

### 100 m Matrosenschwimmen
| Platz | Land | Athlet            | Zeit       |
| ----- | ---- | ----------------- | ---------- |
| 1     | GRE  | Ioannis Malokinis | 2:20,4 min |
| 2     | GRE  | Spyridon Chazapis | k. A.      |
| 3     | GRE  | Dimitrios Drivas  | k. A.      |

An diesem Wettbewerb durften nur Matrosen der im Hafen von Piräus liegenden Kriegsschiffe teilnehmen. Von elf gemeldeten „Sportlern“ traten nur drei an.